# 1906년 베수비오산 분화
1906년 베수비오산 분화(이탈리아어: Eruzione del Vesuvio del 1906)는 1906년 4월 4일부터 4월 21일까지 이탈리아 왕국 베수비오산이 연달아 분화한 사건이다.

## 상세
20세기에 벌어진 베수비오산 분화 가운데 최대 규모였다. 거대한 용암류가 토레안눈치아타 방향으로 흘러내렸고, 마지막 활동기에 생성된 가스 연기가 산 정상을 휩쓸었다. 이번 분화로 베수비오산 정상이 약 220m 낮아졌다.
화산쇄설류로 인해 오타비아노가 거의 완전히 묻혀 약 300명이 사망했다. 이전에도 오타비아노는 베수비오산 분화로 피해가 발생한 적이 있었으나 이번에는 '신(新) 폼페이'라 불릴 정도였다. 산주세페베수비아노에서는 화산 분화로 주민 105명이 교회로 피난하였으나 화산재가 천장을 뚫고 용암이 나무 대문을 태워 버리면서 사망했다.
이 사건으로 이탈리아 정부는 피해지역 재건을 위한 예산을 편성하였고 기존에 유치했던 1908년 하계 올림픽의 개최권을 반납하였다. 해당 대회는 영국 런던에서 열렸다.
이탈리아 화산학자 라파엘레 비토리오 마테우치는 본인이 관장으로 있던 베수비오 천문대에서 화산 폭발을 생생히 목격했다. 또 영화감독 로베르토 트론코네가 당시의 풍경을 카메라에 담아 단편영화 《베수비오산의 분화》로 남겼다.

## 당시 풍경

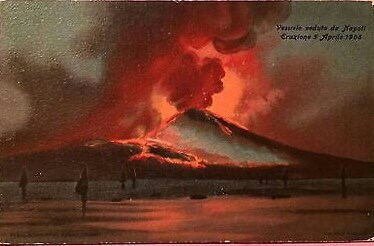
나폴리에서 본 베수비오산 풍경화 엽서
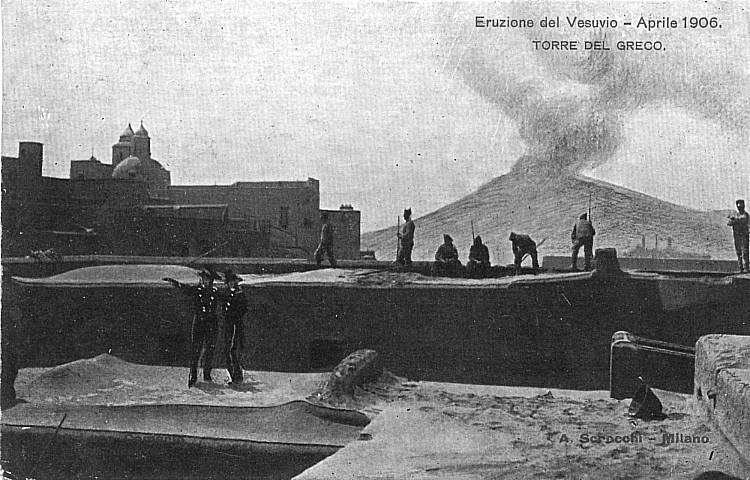
토레델그레코에서 바라본 모습을 담은 엽서
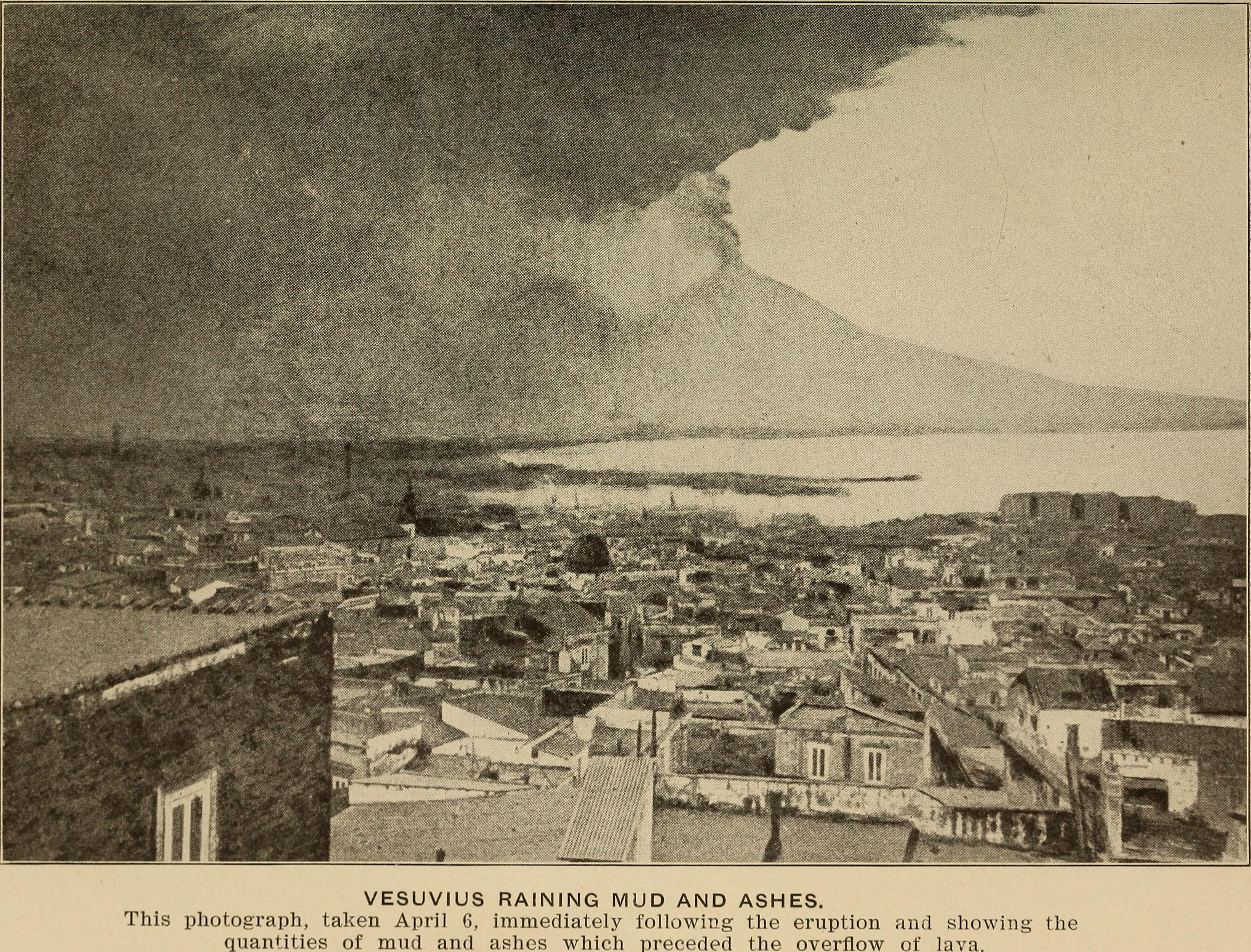
4월 6일 첫 분화 당시의 모습
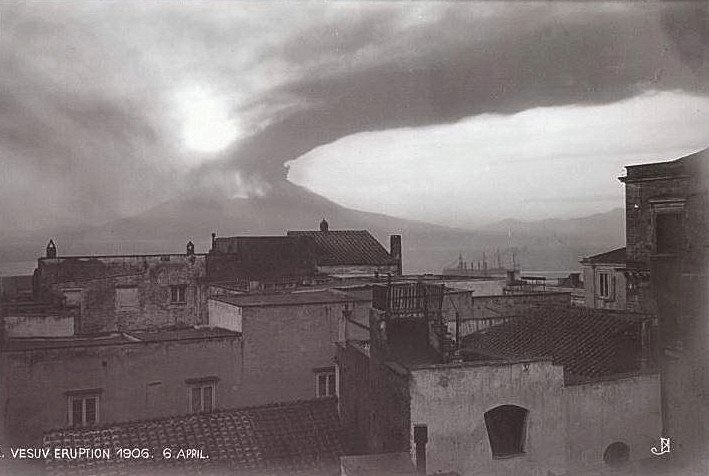
나폴리에서 바라본 풍경
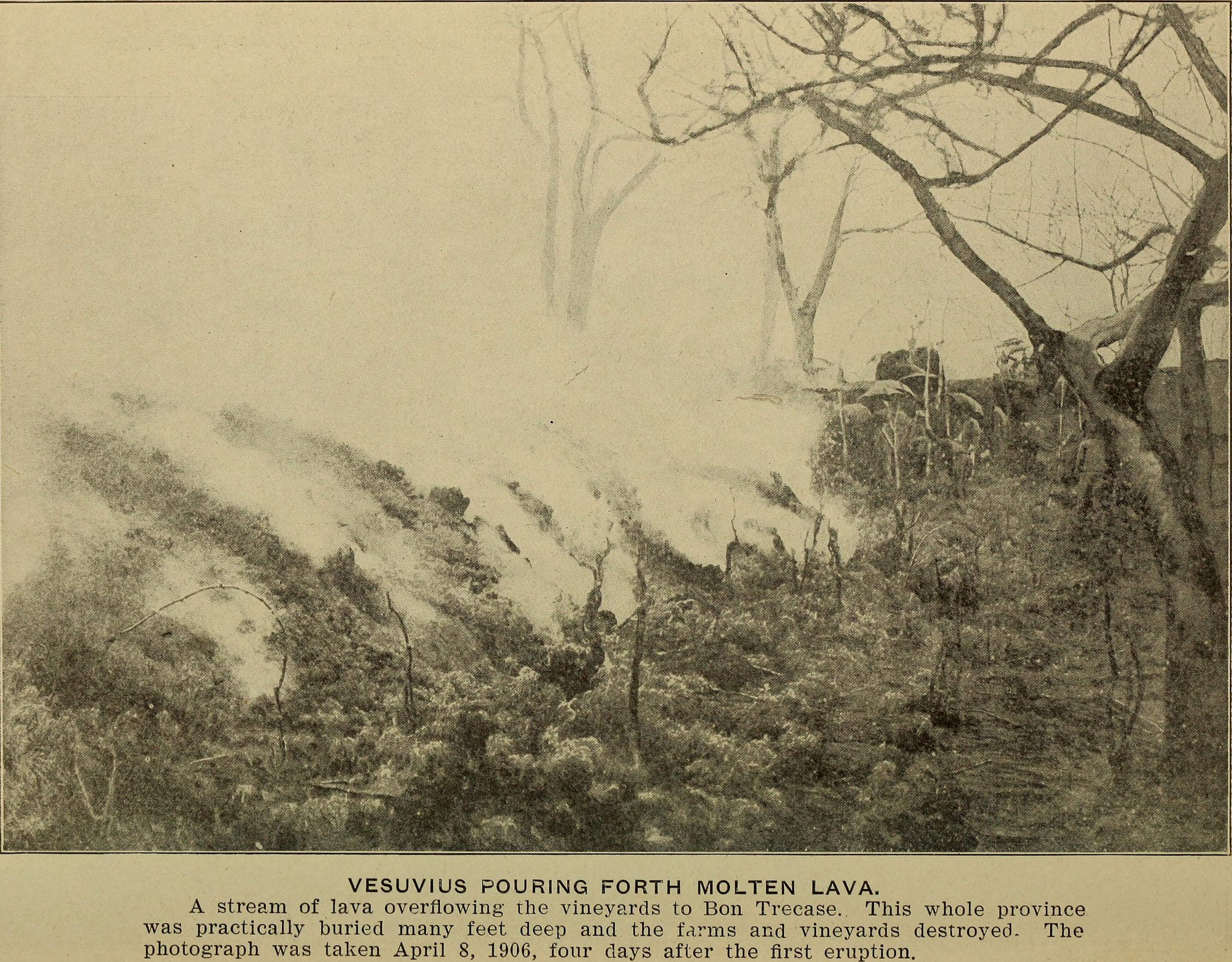
포도밭을 휩쓴 용암
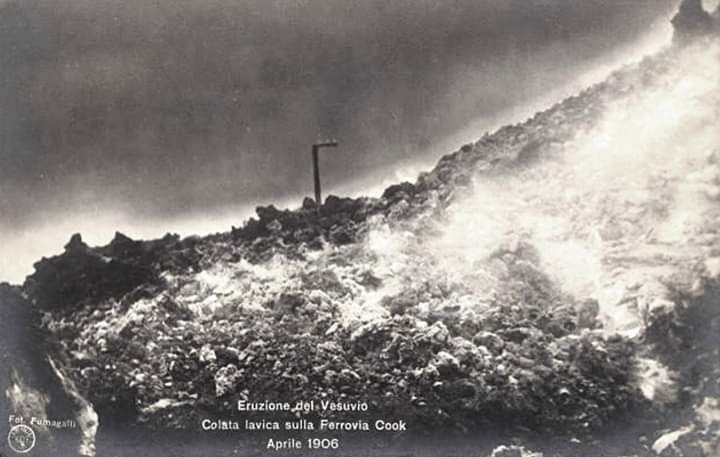
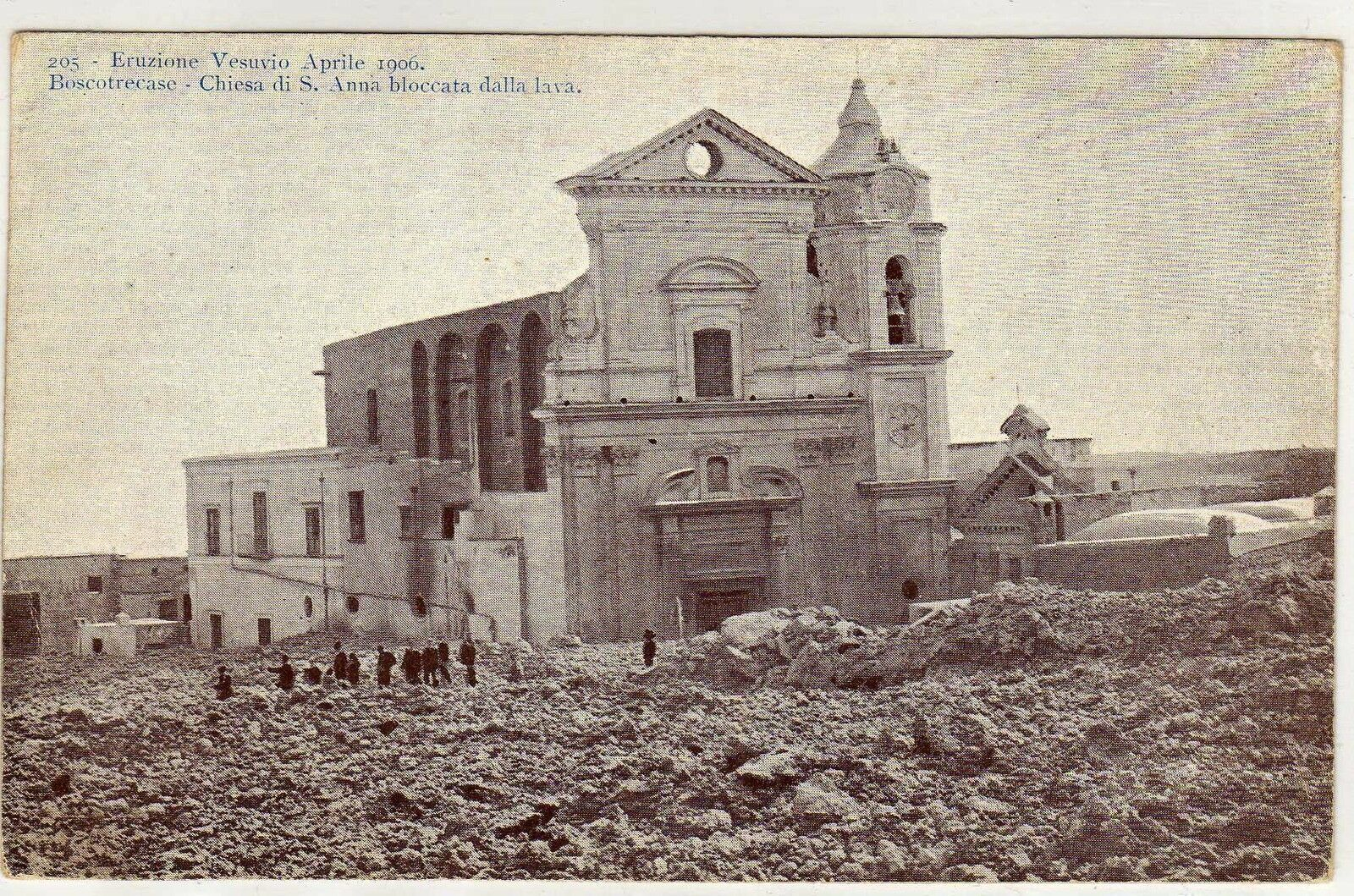
용암과 잿더미로 입구가 막혀버린 산탄나 교회
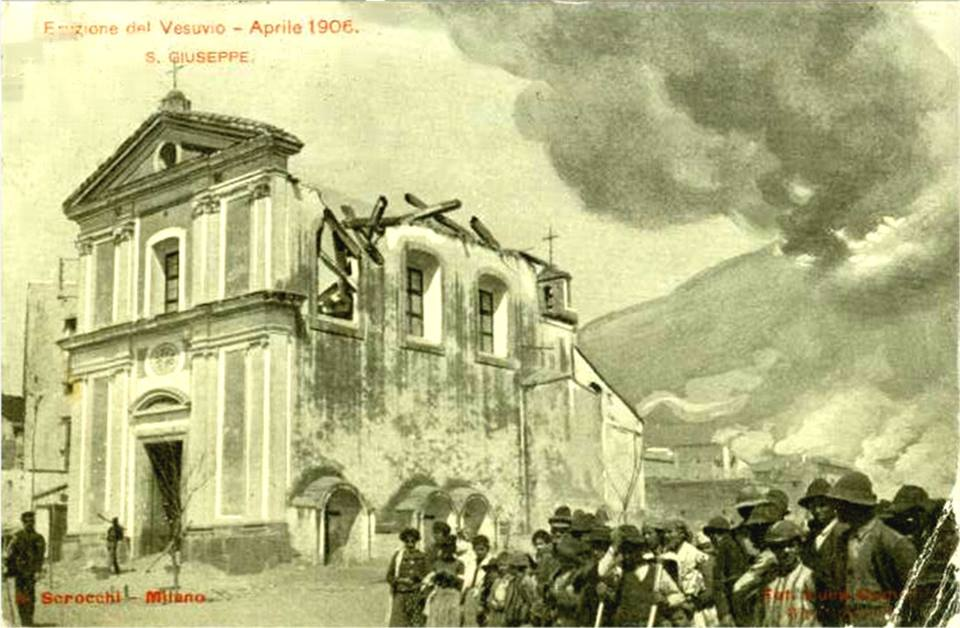
화산 폭발로 파괴된 교회
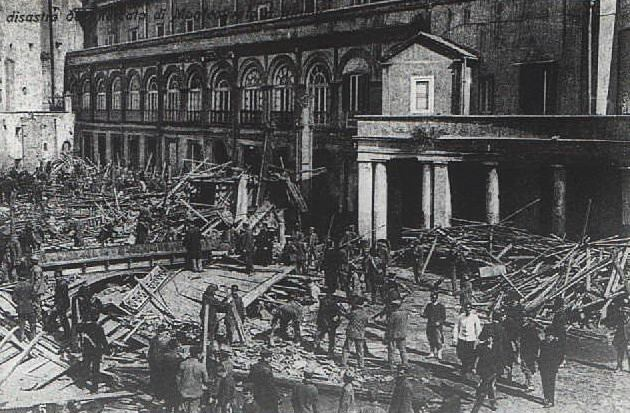
화산 폭발로 파괴된 나폴리 몬테올리베토 시장. 11명이 사망하고 30명이 부상당했다.
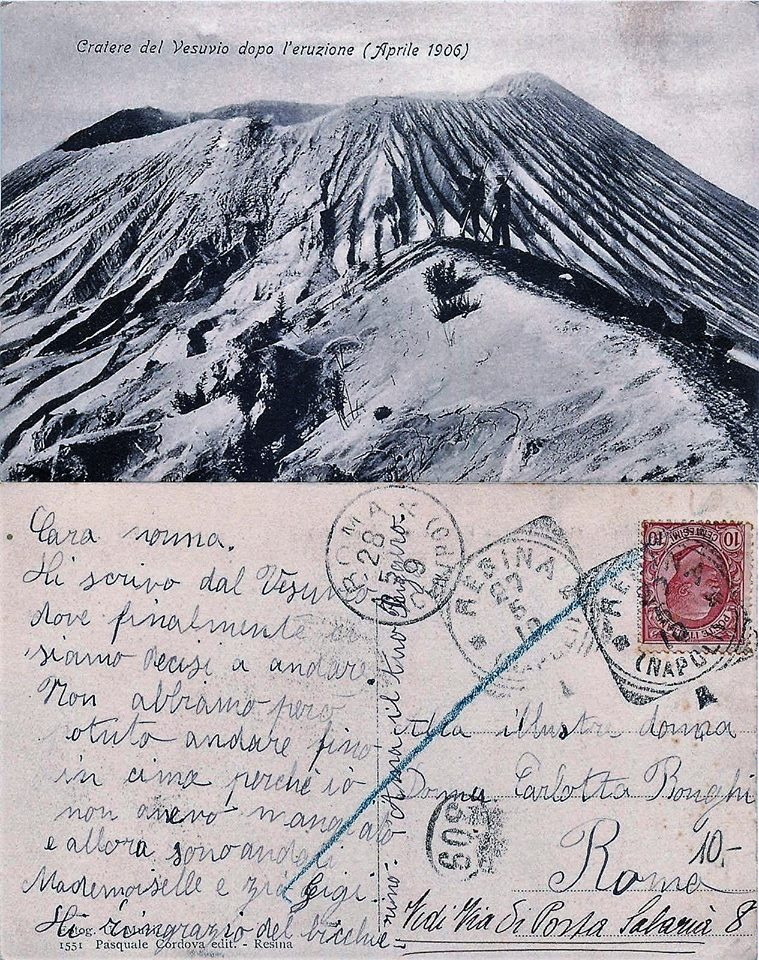
폭발 직후 베수비오 분화구

## 같이 보기
- 베수비오산의 분화 (영화)
- 베수비오산